# Fédération française d'aïkido, aïkibudo, kinomichi et disciplines associées
La Fédération française d'aïkido, aïkibudo, kinomichi et disciplines associées (FFAAA) a pour but de promouvoir la pratique de l'aïkido, de l'aïkibudo et du kinomichi et le Wanomichi. Elle fait partie, avec la FFAB, de l'Union des Fédérations d'Aïkido. Elle compte en France plus de 27 000 licenciés.
Le siège de la FFAAA est situé à Paris, 11 rue Jules Vallès.
L'actuel président est Thierry Kessenheimer, élu en 2024, et l'un de ses techniciens les plus éminents est Christian Tissier.